# 小林あゆみ
小林 あゆみ（こばやし あゆみ、1989年11月19日 - ）は、日本のプロボウラー。栃木県出身。2011年プロ入り（JPBA第44期）、ライセンスNo.478。eスポフィールド/トミコシ高島平ボウル所属。身長159 cm、体重48 kg。左投げ。BS日テレで放送中の『ボウリング革命 P★League』でも活躍している。Pリーグでのキャッチフレーズは「華麗なる左腕」。同じくプロボウリング選手の小林よしみは妹、小林龍一は弟。

## 来歴

### ボウリングを始めたきっかけ
小学生の時、近所のボウリング場に遊びに行き、センター従業員の方からボウリングのアドバイスを受けたことがあった。そして次に行った時も同じ方が教えてくれ、それを繰り返していくうちに、どんどんとボウリングが上達。スコアが上がるにつれボウリングが楽しくなっていき、遂には「マイボール」が欲しくなり、父に買ってもらったのがきっかけ。

### 学生時代
中学生でJBCの大会に参加するようになり、県外へ行く楽しみを知る。それと同時に、同年代の選手を見て、「もっともっと上手になりたい」と思うように。
高校に入ってからは、国体で県外の選手と友達になる楽しさと、成績を残す嬉しさを実感。高校2年・3年の時には、妹と団体戦（ダブルス）を組み、どちらも2位と好成績を出すことが出来た。この頃からプロへ進むことへの意識が強くなっていく。

### プロ合格〜現在
- 2011年JPBAプロテストに二回目の挑戦で合格を勝ち取りプロボウラーとなる。
- ルーキーイヤーの同年開催の第43回全日本女子プロボウリング選手権大会において松永裕美と決勝戦を争うも惜しくも敗れ準優勝となる。
- 2012年の第28回六甲クイーンズオープンにて初優勝。続いてレディース新人戦にも優勝。

- 2012年7月末まで宇都宮ゴールドレーン専属、8月からはトミコシ高島平ボウル所属となる。ちなみに、妹のよしみもあゆみの転籍と同時期に活動拠点を東京に移している。
- 2013年宮崎プロアマボウリングトーナメントにて優勝。通算3勝となる。
- 2020年～2021年通しシーズンのポイントランキングが25位だったが、15位の小池沙紀が産休を理由にシード権を辞退したため24位に繰り上がり2022年シーズンのシード権を獲得。
- アイキョーホームプレゼンツプロボウリングレディーストーナメント2024の予選において自身初の800シリーズ（252・280・279 計,811ピン）を達成。

## 人物

### プレイスタイル
「尊敬するプロ」に姫路麗の名を挙げており、リリースの際、右投げである姫路と左投げである小林で左右の違いがありながらも、蹴り足を上げてから地面につくまでのフォームが姫路と似ていると言われている。当の姫路も、第43回全日本女子プロボウリング選手権大会3位決定戦のテレビ中継にプレイヤーズゲストとして試合の解説をした際に「『右と左を逆にしたみたいだね』って今大会でも何名かに言われました。足が上がる感じが似ているかなとちょっと思います。」と、このことに言及している。

### 趣味・嗜好
- 趣味はネイルサロンに行くこと。筋トレ。ゲーム。
- スーパー銭湯などにあるサウナに行くことが好きで、一頻りサウナに入ったあとにアイスを食べることが楽しみとなっている。

## エピソード
- 1歳年下の妹よしみとともに2010年のJPBA第43期プロテストを受験するも不合格になる。このときによしみは合格しているので、プロボウラーとしてはよしみの方が1期先輩である。
- 第28回六甲クィーンズオープントーナメントでは優勝決定戦で岸田有加を１ピン差でかわしプロ入り後初優勝を飾った。
- 初優勝の直後に行われた2012プロボウリングレディース新人戦では、準決勝で妹よしみを破った佐々木知子を決勝戦で下し、敵討ちの公式戦2連勝を成し遂げた。表彰式では妹のよしみから花束が贈られハイタッチで祝福された。
- よしみと初めての直接対決はROUND1Cup Ladies 2012の決勝ラウンドロビン第1ゲーム目で実現した。この時は237-172であゆみに軍配が上がっている。

## 主な戦績

### アマチュア

#### 2010年
- プロボウリングレディース新人戦　アマチュア3位[2]
- 群馬オープン レディースボウリングトーナメント　アマチュア5位[3]

### プロ入り後

#### 2011年
- 第27回六甲クィーンズオープントーナメント 23位
- ROUND1Cup Ladies 2011 4位
- 第34回JLBCクィーンズオープン プリンスカップ 25位
- 第43回全日本女子プロボウリング選手権大会 2位
- P★League 第35戦 優勝
- ポイントランキング 17位
- 賞金ランキング 11位
- アベレージ 205.57

#### 2012年
- 2012宮崎プロアマオープントーナメント 45位
- JFEカップ2012千葉女子オープンボウリングトーナメント 17位
- 第28回六甲クィーンズオープントーナメント 優勝
- 2012プロボウリングレディース新人戦 優勝
- 第7回MKチャリティカップ　61位
- ROUND1Cup Ladies 2012 11位
- 第36回ABSジャパンオープンボウリング選手権 女子オールエベンツ 86位・クイーンズ 75位
- 第44回全日本女子プロボウリング選手権大会 10位
- P★League 第39戦 3位
- 日本プロスポーツ大賞 新人賞
- ポイントランキング 13位
- 賞金ランキング 11位
- アベレージランキング 19位 208.17

#### 2013年
- 第35回関西オープン（女子）ボウリングトーナメント 14位
- 2013宮崎プロアマオープントーナメント 優勝
- 「グリコセブンティーンアイス杯」第1回プロアマボウリングトーナメント 7位（※B公認大会）
- 第29回六甲クイーンズオープントーナメント 18位
- 第8回MKチャリティカップ 4位
- 2013東海女子オープン 20位
- P★League 第44戦 準優勝
- ROUND1Cup Ladies 2013 第9位
- 第36回JLBCクィーンズオープン プリンスカップ 第4位
- ポイントランキング 第8位
- 賞金ランキング 第8位
- アベレージランキング 第13位(AVG 212.76)

#### 2014年
- 2014宮崎プロアマオープントーナメント 17位タイ
- 「グリコセブンティーンアイス杯」第2回プロアマボウリングトーナメント 11位（※B公認大会）

#### 2015年
- 2015宮崎プロアマオープントーナメント 5位タイ
- P★League 第57戦 優勝
- 中日杯2015東海オープン 11位
- 第10回MKチャリティカップ 10位

#### 2016年
- 第37回関西オープン（女子）ボウリングトーナメント 32位
- 2016宮崎プロアマオープントーナメント9位

#### 2017年
- JPBA創立50周年大会20位
- 「グリコセブンティーンアイス杯」第5回プロアマボウリングトーナメント9位

#### 2019年
- 第14回ＭＫチャリティーカップ22位
- 第42回JLBCプリンスカップ11位
- 第51回全日本女子プロボウリング選手権大会13位

#### 2020年
- 第36回六甲クイーンズオープントーナメント10位
- 全卸連プレゼンツSSSカップ2020女子9位
- 第52回全日本女子プロボウリング選手権大会25位

#### 2021年
- 「グリコセブンティーンアイス杯」第8回プロアマボウリングトーナメント10位
- APAプレゼンツ2021キングス＆クイーン女子2位
- 全卸卸連プレゼンツSSSカップ2021女子12位

#### 2022年
- WOMENS　ALL★STERGAME2022　10位
- 第15回ＭＫチャリティーカップ　4位
- 第44回STORMジャパンオープンボウリング選手権女子　15位

### 2023年
- 2023山梨レディースプロボウリングトーナメント　11位
- コカ・コーラカップ2023第30回千葉女子オープンボウリングトーナメント　5位
- 第45回STORMジャパンオープンボウリング選手権女子　5位

### Pリーグ（優勝のみ掲載）
- 第35戦 優勝
- 第57戦 優勝

- Ｐリーグ通算2勝

## 出演

### テレビ番組
- ボウリング革命 P★League（第34戦‐、BS日テレ）
- 炎の体育会TV（2012年5月28日、TBSテレビ）
- なまうま（2012年8月4日、8月11日、フジテレビ）
- 高田純次の年金生活（2012年9月30日、BSジャパン）